# Oxid de litiu
Oxidul de litiu este un compus anorganic cu formula chimică Li2O. Este format împreună cu mici cantități de peroxid de litiu în timpul arderii litiului metalic în aer: 
4Li + O2 → 2Li2O.
Oxidul de litiu pur poate fi obținut prin descompunerea termică a peroxidului de litiu, Li
2O
2, la 450 °C: 
2Li
2O
2 → 2Li
2O + O
2